# Lalibela
Lalibela je grad na sjeveru Etiopije,  jedan od svetih gradova, odmah do Aksuma, odredište brojnih hodočašća. Za razliku od Aksuma, stanovnici Lalibele su gotovo u cijelosti vjernici Etiopske tevahedo crkve. Lalibela je izgrađena da postane Novi Jeruzalem, nakon što su  muslimani zauzeli Jeruzalem u 12. stoljeću, zbog tog su mnoge građevine dobile ime po slavnim objektima iz Jeruzalema.
Zbog izuzetnih povijesnih vrijednosti, UNESCO je 1978. uvrstio lokalitet Lalibelu na svoj popis arheoloških nalazišta Svjetske baštine.
Grad leži u  zoni Semien Volo u regiji Amhara, na 2.500 n/m udaljen oko 640 km od Adis Abebe. Prema podatcima Etiopske središnje statističke agencije, Lilibela je 2005. imala 14.668 stanovnika.

## Povijest

### Legenda o izgradnji Lalibele
Legenda o izgradnji Lalibele se veže uz vladavinu Gebre Meskela - Lalibele (jednog od članova dinastije Zagaj koja je vladala Etiopijom od kraja 12. st. i početkom 13. stoljeća), kasnijeg Sv. Lalibelu. U njegovo vrijeme mjesto se zvalo Róha, to je bio kraljevski grad još od vremena židovske kraljice Gudit. 
Gebre Meskel je rođen u Rohi u drugoj polovici 12. stoljeća, kao najmlađi sin iz kraljevske obitelji Zagaj, koja je tada vladala velikim dijelom sjeverne Etiopije. I pored toga što je imao nekoliko starije braće, njemu je prijestolje predodređeno već od njegovih najranijih dana. Nedugo nakon njegova rođenja, njegova majka je pronašla roj pčela oko njegova krevetića, nju je to podsjetilo na staro vjerovanje da životinje mogu ukazati na budućnost. Navodno je rekla: Pčele znaju da će to dijete će postati kralj. Od tada ga zovu Lalibela, jer to znači pčele.
Tadašnji kralj bojao se za svoj tron, a znao je za proročanstvo, zato je pokušao tijekom nekoliko godina ubiti Lalibelu, - na koncu mu je uspjelo da Lalibela popije smrtonosni napitak, nakon kojeg je mladi princ pao u samrtni san. Za trodnevog bunila, između smrti i života, Lalibelu su anđeli uzdigli na prvo, drugo i treće nebo, gdje mu je sam Bog rekao da se ne brine, te da se vrati u Rohu i izgradi crkve - kakve svijet nikada prije nije vidio. Bog je navodno Lalibelu i uputio rekao kako i gdje da izgradi crkve, čak i to kako da ih ukrasi.
Nakon što je bio bio okrunjen - Lilibela, je okupio potrebne majstore i kupio zemljište potrebno za izgradnju. Legenda dalje kaže da su sve crkve, izgrađene u rekordnom roku, jer su anđeli nastavljali rad noću. On je u bunilu vidio Jeruzalem i njegova sveta mjesta, te želio izgraditi Novi Jeruzalem jer su pravi Jeruzalem zauzeli 1187. muslimani za Saladina.

### Lokalitet Lalibela
Etiopija je postala kršćanska zemlja još 330. godine, i ostala se čvrsto držati židovsko-kršćanskih tradicija i nakon potpunog islamskog okruženja. 
Izgradnju ovog kompleksa po svemu sudeći doista je započeo krajem 12. stoljeća kralj Gebre Meskel – Lalibela, nakon što su muslimani pod Saladinom zauzeli Jeruzalem. Zbog tog je on odlučio osnovati Novi Jeruzalem u svom sjedištu Roha, kako bi kršćani umjesto hodočašća u Jeruzalem, dolazili u Rohu - novi Jeruzalem.
Tijekom više od 100 godina izgrađeno je 10 kamenih crkava (i dvije kapele), usječenih u meke crvenkaste vulkanske stijene, bez cigle, kamena ili drvene građe, koje su sve povezane dubokim jarcima ili tunelima također urezanim u stijene. Crkve su reprezentacija svetih mjesta iz Jeruzalema. Postoji jedno široko prihvaćeno, ali nedovolno dokumentirano mišljenje da su u njihovu izgradnju bili uključeni i vitezi templari nakon bijega iz Jeruzalema.
Druga legenda koja se veže na ovu je da je Lalibela bila privremeni dom Kovčega Saveza, kojeg su templari čuvali. Ono što je potpuno izvjesno i dokumentirano je utjecaj aksumske arhitekture na građevine iz Lalibele.
Prvi europljanin koji je posjetio Lilibelu bio je portugalski istraživač Pêro da Covilhã (1460. – 1526.). Nakon njega Lilibelu je pohodio i portugalski svećenik Francisco Álvares(1465. – 1540.), koji je bio u pratnji portugalskog veleposlanika za njegova posjeta Etiopiji 1520-ih. On je svoj posjet dokumentirao tekstovima i crtežima u kojima je detaljno opisao deset crkava.
Sljedeći koji je izvjestio o Lalibeli bio je Miguel de Castanhoso, koji je služio kao vojnik u 
portugalskoj vojnoj ekspediciji Christovão da Game i napustio Etiopiju 1544. Nakon njega Lalibela je pala u potpuni zaborav, tek je nakon 300 godina Friedrich Gerhard Rohlfs, posjetio Lalibelu između 1865. i 1870.

## Crkve
Ovaj ruralni gradić poznat je diljem svijeta po svojim monolitnim crkvama. Premda vrijeme izgradnje tih objekata ni danas nije u potpunosti poznato, danas prevladava mišljenje da je većina objekata sagrađeno za vrijeme vladavine Lalibela, krajem 12. st. i u 13. stoljeću. Na lokalitetu Lalibela ima 12 objekata. Sve crkve iz Lalibele imaju ispred naziva Bet (kuća). Izgrađene su u uglavnom u dvije osnovne skupine, odvojene umjetnim kanalom koji je trebao predstavljati rijeku Jordan.

Sjeverno od kanala Jordan nalaze se sljedeće crkve i objekti: 
- Bet Medhame Alem - Crkva Otkupitelja Svijeta, najveći i najviši objekt isklesan iz jednog kamenog bloka na cijelom svijetu. Pretpostavlja se da je građena po uzoru na crkvu Svete Marije Sionske iz Aksuma, To je objekt dug 33 m, širok 23,5 m te 11 m visok. Unutrašnjost crkve je jednako impresivna,  glavni uzdužni brod ima bačvasti svod i osam kapela, koje su odvojene šumom od dvadeset i osam masivnih stupova.
- Bet Mariam - Marijina Crkva, jedina crkva s freskama, najpopularanija među hodočasnicima, u čijem dvorištu se nalazi kapela špilja Bet Meskel (oko Lalibele ima puno pustinjačkih špilja)
- Bet Maskal - Kapela Križa, izdubljena djelomično na mjestu prirodne špilje, pročelje je na razini sjevernog zida u dvorištu od Bet Mariam.
- Bet Danaghel - crkva Djevica mučenica, urezana je u južnoj stijeni u dvorištu crkve Bet Mariam, to je najgrublje isklesan od svih objekata u Lalibeli.
- Bet Debre Sina, zvana i Bet Mikael - Crkva Planine Sinaj
- Bet Golgota - Crkva na Golgoti, u njoj je zabranjen pristup ženama; ova crkva leži 6 metara ispod razine dvorišta Bet Mariam s kojom je povezana prokopima u stijeni, ali se drži dijelom Bet Debre Sina. U crkvi se nalaze reljefne skulpture; sv. Ivana, sv. Stjepana, sv. Jurja i sv. Kirkosa.
  - Kapela Selasié - Kapela Svetog Trojstva, je sveto mjesto dostupno samo caru Etiopije (ako postoji), čuvali su ga monasi stražari koji su branili pristup svima ostalima
    - Adamov grob u tom objektu je navodno pokopan i osnivač Lalibele u Kristov grob, kako kaže legenda. Taj kameni usjek je proširenje Kapele Selasie sa zapadne strane, povezan je prokopom s kompleksom Bet Golgota -Bet Debre Sina.
- Bet Giorgis - crkva Sv. Jurja, podignuta je kao posljednja na početku 13. st., za nju se priča da je on osobno rukovodio radovima na izgradnji, ima oblik grčkog križa i stoji po strani na jugozapadu kompleksa.

Jugoistočno od rijeke Jordan nalaze se pet crkvi:
- Bet Amanuel - Crkva sv. Emanuela, ovaj objekt izdvaja u svojom vanjskom dekoracijom, ima 35 m podzemnih tunela koji je povezuju s dvorištem crkve Bet Mekurios.
- Bet Merkorios - Crkva sv. Merkura, uklesana u postojeću špilju, s pročeljem na kojem su 8 grubo isklesanih stupova.
- Bet Abba Libanos - Crkva Abba Libanos, pravokutnog je tlocrta, isklesana sa sve četiri strane, ali se drži za stijenu gornjom traverzom.
- Bet Lehem, ta građevina je povezana s Bet Abba Libanos
- Bet Gabrie-Rufael - Crkva arkanđela Gabrijela i Rafaela, ima dvorište prema sjeveru i jugu

Postoje brojne kontaverze o točnom vremenu izgradnje crkava u Lalibeli, David Buxton pretpostavlja da taj posao nije mogao biti obavljen za kralja Lalibele, već se izgradnja produžila i na 14. st.
David Phillipson, profesor afričke arheologije na Sveučilištu Cambridge, drži da su crkve Merkorios, Gabriel-Rufael i Danagel, bile znatno ranije uklesane u stijene, i to čak 500 godina prije, ali kao obrambeni objekti, ili dijelovi palača Aksumskog kraljevstva.
Crkve su također značajan inženjerski pothvat, s obzirom na to da su sve povezane s vodom (koja ispunjava bunara koji stoje uz crkve). Graditelji su iskoristili arteški geološki sustav koji dovodi vodu do vrha sljemena brijega na kojem se nalazište nalazi.

## Ostale značajke grada
Lalibela ima zračnu luku (ICAO kod HALL, IATA LLI), veliku tržnicu, dvije škole i bolnicu.

## Vanjske poveznice
- O Lalibeli na portalu Zemani Poject (mape, 3D objekti)  Arhivirana inačica izvorne stranice od 28. kolovoza 2011. (Wayback Machine) (engl.)
- Ethiopian Treasures - Lalibela, Rock-hewn Churches - Lalibela  Arhivirana inačica izvorne stranice od 13. studenoga 2018. (Wayback Machine) (engl.)
- Lalibela, a city carved from legend  Arhivirana inačica izvorne stranice od 12. studenoga 2006. (Wayback Machine) (engl.)
- History of Lalibela churches  Arhivirana inačica izvorne stranice od 13. prosinca 2004. (Wayback Machine) (engl.)
- UNESCO World Heritage Site (engl.)
- Fotografije iz Lalibele, na portalu UNESCO  Arhivirana inačica izvorne stranice od 18. veljače 2009. (Wayback Machine)
- Lalibela site page in the Aluka digital library  Arhivirana inačica izvorne stranice od 17. srpnja 2012. (Wayback Machine) (engl.)
- The recording of Bet Giorgis, a 12th century Rock-Hewn church in Ethiopia (engl.)